# Alex Czerniatynski
Alexandre Czerniatynski (Charleroi, 28 juli 1960) is een Belgische voetbalcoach en voormalig voetballer.

## Clubcarrière
Czerniatynski begon met voetballen in de jeugd van SC Charleroi. De lange aanvaller kon doorstoten tot in het A-elftal van de Henegouwse club en debuteerde in 1978 op het hoogste niveau.
In 1981 verruilde Czerniatynski Charleroi voor Royal Antwerp FC, maar daar vertrok hij na één seizoen. Czerniatynski kreeg een aanbod om bij RSC Anderlecht te gaan spelen. In zijn eerste seizoen voor RSC Anderlecht won Czerniatynski de UEFA Cupfinale 1983 tegen Benfica en in 1985 werd hij landskampioen met paarswit.
Vervolgens kwam Czerniatynski terecht bij Standard Luik, de club die op dat moment bezig was met het verwerken van de Bellemans-affaire.
Czerniatynski speelde bijna elke wedstrijd voor de Luikse club. In 1989 verliet hij Luik om weer voor Antwerp FC te gaan voetballen. Daar bleef de aanvaller ditmaal vier seizoenen, scoorde 46 doelpunten en won de Beker van België in 1992. Hij speelde op 12 mei 1993 mee in de finale van de strijd om de Europacup II, die Antwerp FC in het Wembley Stadium in Londen met 3-1 verloor van Parma FC. In 1993 trok de destijds 33-jarige aanvaller naar KV Mechelen. Daar bleef hij drie seizoenen en trok dan naar Germinal Ekeren.
In 1998 ging Czerniatynski in de Tweede Klasse voetballen en belandde zo opnieuw in Luik, ditmaal bij Tilleur FC de Liège.
In 1999 stopte Czerniatynski met voetballen en begon hij aan zijn trainerscarrière. Zo coachte hij het A-elftal van zijn ex-club KV Mechelen. Hij trainde nadien ook vierdeklasser SK Kampenhout, Union Sint-Gillis, KSK Beveren, RFC Tournai en Olympic Charleroi. Op 2 januari 2012 werd aangekondigd dat hij de nieuwe trainer werd van Tweedeklasser Sportkring Sint-Niklaas. Hij werd in november aan de deur gezet.
Czerniatynski speelde 31 maal voor de nationale ploeg van België en scoorde zeven keer voor de Rode Duivels.
Czerniatynski is de laatste speler die voor KV Mechelen in Europa scoorde. In het seizoen 1993-1994 maakte hij in de derde ronde van de UEFA cup een doelpunt in de thuiswedstrijd tegen het Italiaanse Cagliari. KV Mechelen verloor thuis met 1-3 en in Italië met 2-0.

## Carrière als speler
| seizoen   | club                | land   | wed. | goals |
| --------- | ------------------- | ------ | ---- | ----- |
| 1977-1981 | SC Charleroi        | België | 55   | 17    |
| 1981-1982 | Antwerp FC          | België | 34   | 15    |
| 1982-1985 | RSC Anderlecht      | België | 87   | 43    |
| 1985-1989 | Standard Luik       | België | 116  | 46    |
| 1989-1993 | Antwerp FC          | België | 109  | 45    |
| 1993-1996 | KV Mechelen         | België | 86   | 20    |
| 1996-1997 | Germinal Ekeren     | België | 36   | 11    |
| 1997-1999 | Tilleur FC de Liège | België | 37   | 15    |

| seizoen   | club                   | land   | wed. | goals |
| --------- | ---------------------- | ------ | ---- | ----- |
| 1981-1994 | Belgisch voetbalelftal | België | 31   | 7     |

## Erelijst

### Speler
RSC Anderlecht
- Eerste Klasse: 1984-85
- UEFA Cup: 1982-83 (winnaar), 1983-84 (finalist)
- Trofee Jules Pappaert: 1983, 1985[2]

#### Standard Liège[3]
- Beker van België: 1987-88 (finalist), 1988–89 (finalist)

Royal Antwerp
- Beker van België: 1991–92
- UEFA Beker der Bekerwinnaars: 1992-93 (finalist)

#### Germinal Ekeren
- Beker van België: 1996–97 (winnaar)[5]

1 Pfaff ·
2 Gerets  ·
3 L. Millecamps ·
4 Meeuws ·
5 Renquin ·
6 Vercauteren ·
7 Vandereycken ·
8 Van Moer ·
9 Vandenbergh ·
10 Coeck ·
11 Ceulemans ·
12 Custers ·
13 Van der Elst ·
14 Baecke ·
15 De Schrijver ·
16 Plessers ·
17 Verheyen ·
18 Mommens ·
19 M. Millecamps ·
20 Vandersmissen ·
21 Czerniatynski ·
22 Munaron ·
Coach: Thys
1 Pfaff ·
2 Grün ·
3 Lambrichts ·
4 Clijsters ·
5 De Wolf ·
6 Vercauteren ·
7 Vandereycken ·
8 Claesen ·
9 Vandenbergh ·
10 Coeck ·
11 Ceulemans  ·
12 Munaron ·
13 Baecke ·
14 De Greef ·
15 Verheyen ·
16 Scifo ·
17 Voordeckers ·
18 Czerniatynski ·
19 Mommens ·
20 De Coninck ·
Coach: Thys
1 Preud'homme ·
2 Medved ·
3 Borkelmans ·
4 Albert ·
5 Smidts ·
6 Staelens ·
7 Van der Elst ·
8 Nilis ·
9 Degryse ·
10 Scifo ·
11 Czerniatynski ·
12 De Wilde ·
13 Grün  ·
14 De Wolf ·
15 Emmers ·
16 Boffin ·
17 Weber ·
18 Wilmots ·
19 Van Meir ·
20 Verlinden ·
21 Van der Heyden ·
22 Renier ·
Coach: Van Himst